# Archipiélago de los Canarreos
El archipiélago de los Canarreos es un grupo de islas del sur de Cuba. Localizadas en el mar Caribe, la isla principal es la isla de la Juventud y la segunda más importante Cayo Largo del Sur. Están bordeadas por el este con el golfo de Cazones, por el norte con el golfo de Batabanó y por el oeste con el Canal de los Indios.

## Geografía

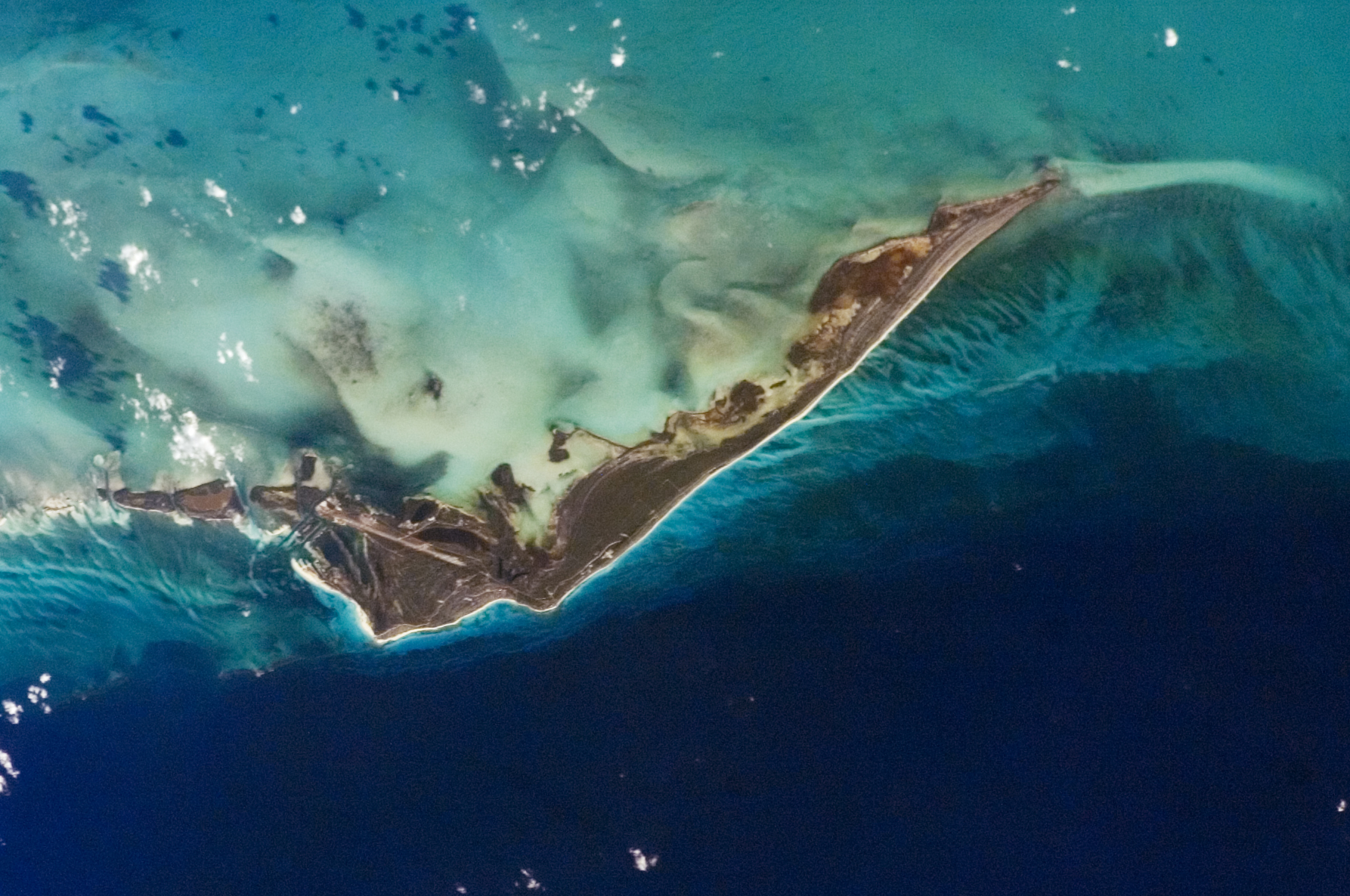
Vista satelital de Cayo Largo del Sur, uno de los integrantes del archipiélago de los Canarreos.

Se sitúa en la costa sudoeste de Cuba que, junto con la isla de la Juventud (que forma parte del archipiélago) cierra por el sur el amplio golfo de Batabanó. Sus abundantes cayos se extienden a lo largo de unos 150 km de longitud, sobre un mar de escasa profundidad. 
Este archipiélago, que pertenece por entero al municipio especial de Isla de la Juventud, constituye un rosario de islas e islotes de origen reciente (creado durante el Cuaternario), formados casi exclusivamente por calizas y con dimensiones muy reducidas. Destacan islas como Mangles y cayos como los del Hambre, Alacranes, Manteca, Inglesitos, Bocas de Alonso, Aguardiente, Cantiles, Rosario y Largo del Sur, este último el único habitado. Predomina una vegetación de manglar, refugio de fauna marina y de aves como flamencos y cotorras. 
Su principal y casi única riqueza es la pesca comercial, centrada en especies como langosta, tortuga, ostras, cherna, esponjas y extracciones de coral para artesanía. El desarrollo turístico es incipiente y se localiza en Cayo Largo del Sur.